# منتخب بلجيكا تحت 19 سنة لكرة القدم
منتخب بلجيكا تحت 19 سنة لكرة القدم (بالفرنسية: Équipe de Belgique des moins de 19 ans de football)‏ هو ممثل بلجيكا الرسمي في المنافسات الدولية في كرة القدم في فئة كرة قدم للرجال تحت 19 سنة، يديريه الاتحاد الملكي البلجيكي لكرة القدم.